# Rudolf von Drachenfels
Rudolf von Drachenfels, auch Rudolph von Drachenfels (* 4. Juni 1582 in Markvippach; † 1. Februar 1656), war ein deutscher Hofmarschall und weimarischer Rat. In die Geschichte ging er auch ein als Gelegenheitsdichter.

## Leben
Drachenfels war der Sohn von Hauptmann zu Mittau und Dobeln im Kurland, Philipp von Drachenfels, und seiner Ehefrau Euphemia von Rosen a. d. H. Hochrosen. Er begleitete die Prinzen Johann Ernst den Jüngeren von Sachsen-Weimar und Friedrich von Sachsen-Weimar als Hof- und Kammerjunker am 7. Juni 1608 zu deren Studium an die Universität Jena. Seine eigene Immatrikulation wurde dort am 1. September 1608 verzeichnet. Später, mit 31 Jahren, musste Drachenfels mit Johann Ernst dem Jüngeren 1613 zu dessen einjähriger Cavalierstour durch Frankreich, Großbritannien und die Niederlande aufbrechen. Nach der Rückkehr lebte Drachenfels am Weimarer Hof als Kammerjunker.
Als solcher heiratete er am 19. Februar 1618 auf Schloss Beichlingen Susanna Sybilla von Werthern. Mit ihr hatte er zwei Söhne, Wolf Friedrich von Drachenfels und Ernst Wilhelm von Drachenfels, sowie eine Tochter, Sophia († 1645). Im August 1639 war Drachenfels als Gesandter bei Herzog Johann Ernst von Sachsen-Weimar. Anlässlich dieser Mission schlug ihn Diederich von dem Werder als Mitglied für die Fruchtbringende Gesellschaft vor, und Drachenfels wurde unter dem Namen der Stoßende aufgenommen.
Im Köthener Gesellschaftsbuch der Fruchtbringenden Gesellschaft wurde Rudolf von Drachenfels mit der Nr. 344 verzeichnet. Hier findet sich auch seine Devise die Galle oben aus. Als Emblem wurden ihm Erdnüsse <Lathyrus tuberosus (L.)> zugedacht.
Anlässlich seiner Initiation verfasste Drachenfels folgendes Reimgesetz:
Die Erdnüss’ oben auß die galle richtig stossen,
Wan man bereitet sie Zur arzteney genoßen.
Ich Stossend’ heiß’ daher: Deß Zornes galle soll
Man stossen auß, doch sich in acht mit nehmen wohl
Daß sünde nicht gescheh’ in wortten vnd gebehrden
Vnd lasterhaffte werck’ in Vnß Verübet werden:
Zu nutzen dem’ allein die frucht gedeyen wirdt
Den Gottes guter Geist Zur lieb’ hatt angeführt.
In den Jahren 1647 bis 1655 bekleidete Drachenfels am Hof zu Weimar das Amt eines Hofmarschalls und Rats. Er starb im Alter von 74 Jahren.